# 亞爾馬基
49°54′29″N 33°29′25″E / 49.90806°N 33.49028°E
亞爾馬基（羅馬化：Yarmaky）是烏克蘭的村落，位於該國中部波爾塔瓦州，由米爾霍羅德區負責管轄，處於霍羅爾河和薩哈河畔，海拔高度93米，2001年人口404。